# Pierre Champon
Pierre-Louis-Célestin-Michel Champon (* 29. September 1882 in Grenoble, Département Isère; † 11. November 1940 in einem Kriegsgefangenenlager in Deutschland) war ein französischer Offizier und zuletzt Generalleutnant (Général de corps d’armée), der unter anderem zwischen 1939 und 1940 Kommandierender General des VII. Korps (7e corps d’armée) und für kurze Zeit 1940 Kommandierender General des XII. Korps (12e Corps d’armée) war.

## Leben
Pierre-Louis-Célestin-Michel Champon absolvierte nach dem Besuch der École polytechnique eine Offiziersausbildung an der Militärschule Saint-Cyr (École spéciale militaire de Saint-Cyr). Nach deren Abschluss fand er verschiedene Verwendungen als Offizier und Stabsoffizier und nahm am Ersten Weltkrieg teil. Nach verschiedenen Dienstposten zu Beginn der Zwischenkriegszeit war er zwischen 1925 und 1928 am Studienzentrum für Artillerietaktik (Centre d’Études Tactiques d’Artillerie) in Metz tätig und wurde am 25. Juni 1927 zum Oberstleutnant (Lieutenant-colonel) befördert. Er war bis zum 24. März 1930 zeitweilig kommissarischer Kommandeur und nach seiner Beförderung zum Oberst (Colonel) vom 24. März 1930 bis zum 23. Juli 1931 Kommandeur des 61. Artillerieregiments (61e régiment d’artillerie). Am 23. Juli 1931 begann er eine Ausbildung am Zentrum für höhere Militärstudien (Centre des Hautes Études Militaire) und erhielt am 12. Dezember 1933 seine Beförderung zum Brigadegeneral (Général de brigade).
Nachdem Champon zwischen dem 8. April 1934 und dem 1. Dezember 1935 Kommandant des Centre d’Études Tactiques d’Artillerie in Metz war, fungierte er vom 1. Dezember 1935 bis zum 30. November 1936 als Leiter der Fakultät für Artillerietaktik am Streitkräftezentrum (Centre de Interarmes) in Versailles. Er übernahm als Nachfolger von Generalmajor Victor Bourret am 30. November 1936 den Posten des Kommandeurs der 5. Infanteriedivision (5e Division d’infanterie) und erhielt als solcher am 19. Juni 1937 seine Beförderung zum Generalmajor (Général de division). Den Posten als Kommandeur der 5. Infanteriedivision behielt er bis zum 25. Mai 1939 und wurde daraufhin von Generalmajor Jean-Baptiste Limasset abgelöst. Im Anschluss fungierte er zwischen dem 25. Mai und dem 2. September 1939 als Kommandeur der 7. Militärregion (7e Région militaire) in Besançon und erhielt in dieser Verwendung am 10. Juli 1939 auch seine Beförderung zum Generalleutnant (Général de corps d’armée).
Generalleutnant Champon wurde am 2. September 1939 bei Ausbruch des Zweiten Weltkrieges Kommandierender General des VII. Korps (7e corps d’armée) und verblieb auf diesem Posten bis zum 14. Mai 1940, woraufhin Generalleutnant Joseph de La Porte du Theil ihm nachfolgte. Nach der Schlacht um Belgien (10. bis 28. Mai 1940) war er zwischen dem 14. Mai und dem 5. Juni 1940 Leiter der Französischen Militärmission im Belgischen Hauptquartier und übernahm daraufhin am 5. Juni 1940 von Generalleutnant Henri Fernand Dentz den Posten als Kommandierender General des XII. Korps (12e Corps d’armée). Am 24. Juni 1940 geriet er im Zuge des Westfeldzuges in deutsche Kriegsgefangenschaft, in der er am 11. November 1940 verstarb.